# Zvonimirova lađa

Zvonimirova lađa je alegorijska pjesma hrvatskoga književnika Vladimira Nazora iz zbirke Hrvatski kraljevi (1912.) koja kroz motiv nasukane lađe simbolizira hrvatsku državnost i nacionalnu opstojnost. 
Jedanaest katrena pisanih osmercem, s nepravilnom unakrsnom rimom, čini formalnu strukturu pjesme. Brojne stilske figure – metafore, sinegdohe, metonimije, anafore i polisindeton – obogaćuju pjesničku ekspresiju. Lađa kao alegorija hrvatske države predstavlja središnji motiv koji se proteže kroz cijelu pjesmu.
Nasukavanje lađe odnosi se na 1102. godinu i smrt kralja Zvonimira, označavajući početak osamstoljetne neslobode. Kroz mornarsku metaforiku (valovi, oluje, udarci) pjesnik prikazuje povijesne nedaće hrvatskog naroda. Borbe kod Drača, Sasena, Krfa i Avlona evociraju slavnu prošlost, dok galije i dromoni (bizantske i mletačke lađe) simboliziraju neprijatelje kroz povijest.
Optimistička vizija budućnosti prožima završne strofe unatoč opisima slabosti i padova. „Na pijesku je – al' još tu je!” postaje ključni refren koji naglašava opstojnost unatoč nevoljama. Kockasti barjak predstavlja nacionalni identitet, krma koja škripi simbolizira odsutnost čvrstog vladara, dok utroba lađe utjelovljuje narodne jade i nade.
Pjesma je postala ikona hrvatskog domoljubnog pjesništva, posebno utjecajna tijekom 20. stoljeća. U Rosariju (Argentina) 1997. godine postavljena je skulptura lađe nadahnuta ovom pjesmom.
Hrvatski skladatelj Jakov Gotovac skladao je djelo istoimenog naziva za mješoviti zbor (1952., praizvedba 1953. u Zagrebu).

## Vanjske poveznice
|  | Wikizvor ima izvorni tekst Zvonimirova lađa |